# Bjerkvik
Bjerkvik is een plaats in de Noorse gemeente Narvik, provincie Nordland. Bjerkvik telt 1195 inwoners (2007) en heeft een oppervlakte van 1,42 km².
Bjervik omvat hotels, supermarkten, huurautoservice een scholengemeenschap met kleuterschool, basisschool, middelbareschool en gymzaal. Drie grote tankstation zijn er in Bjervik (bij de kruising van de wegen E6 en E10), vooral gericht op vrachtverkeer, dit om de drukte in het naburige Narvik te ontlasten.
Ten oosten van Bjervik ligt Vassdalen, waar 16 Noorse soldaten van de Navo tijdens een oefening in maart 1986 om kwamen tijdens een lawine inval.